# Josep Antoni Rosselló i Picornell
Josep Antoni Rosselló i Picornell (Palma, 1961) és un botànic i professor mallorquí.
És Catedràtic de Botànica del Departament de Botànica i Geologia de la Facultat de Biologia, Universitat de València; on desenvolupa activitats científiques en diversitat i evolució de plantes terrestres, abarcant des dels grups més basals (briòfits) fins a les plantes amb flor.

## Algunes publicacions

### Llibres
- daniel Guillot, emilio Laguna, josep antoni Rosselló. 2009. La familia Aloaceae en la flora alóctona valenciana. Editor José Luis Benito Alonso. 58 pp. ISBN 8493729132 En línea y PDF
- daniel Guillot, emilio Laguna, josep antoni Rosselló. 2008. Flora alóctona suculenta valenciana: Aizoaceae i Portulacaceae. Editor José Luis Benito Alonso. 68 pp. ISBN 8493752800 En línea y PDF
- josep a. Rosselló, llorenç Sáez. 2000. Index Balearicum: an annotated check-list of the vascular plants described from the Balearic Islands. Collectanea botanica. Ed. Institut Botànic de Barcelona. 192 pp.